# Hanna-Barbera Productions

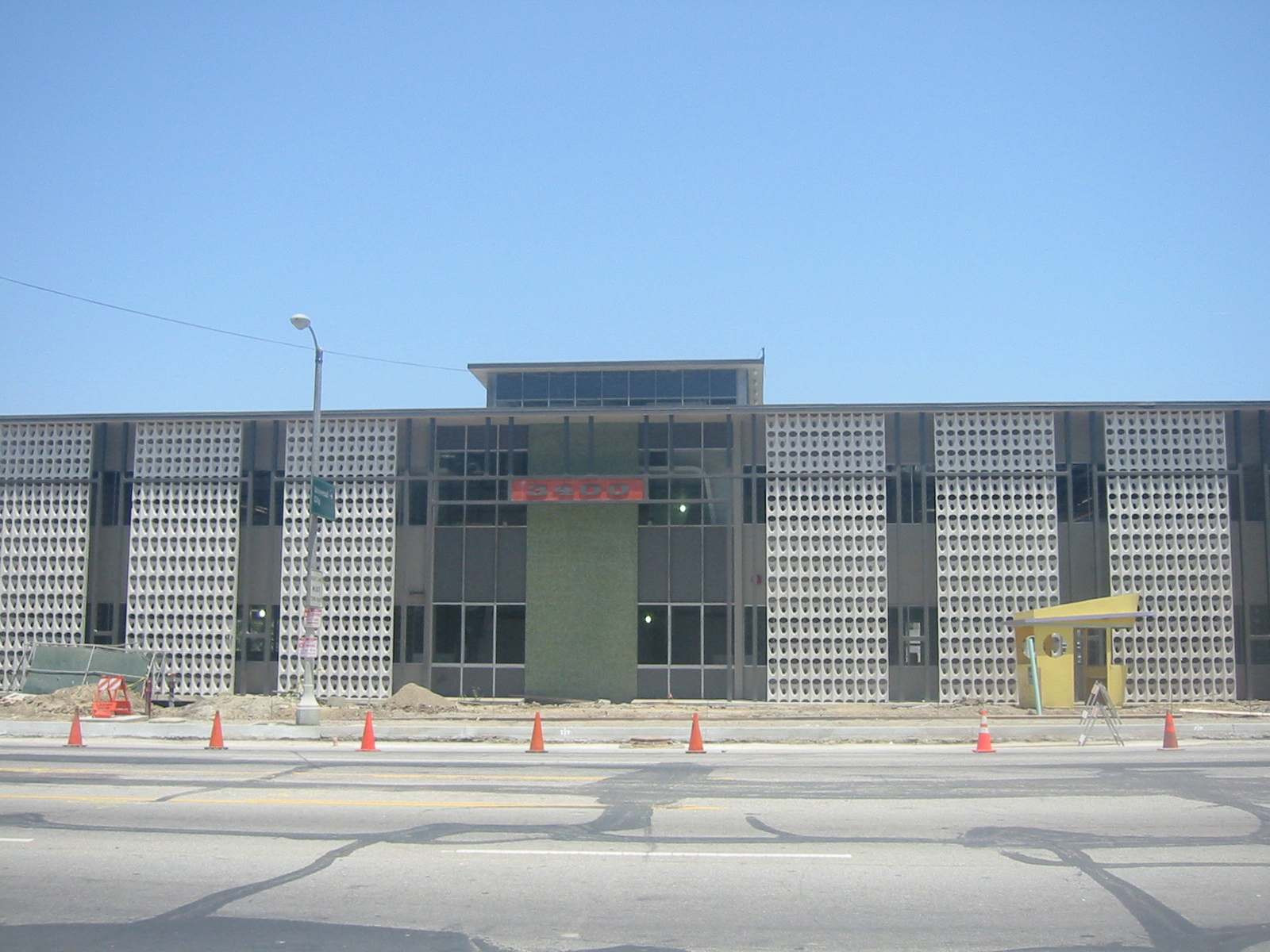
Hanna-Barberas byggnad på 3400 Cahuenga Blvd. i Studio City, Kalifornien. Fotot är taget 2007.

Hanna-Barbera Productions var ett animationsbolag som grundades 1957 av William Hanna och Joseph Barbera. Man kom att skapa en mängd framgångsrika figurer, bland andra Familjen Flinta, Scooby Doo och Yogi Björn. De producerade nästan uteslutande animationer för TV, och kom att helt dominera den amerikanska marknaden för animerade TV-serier under 1960- och 70-talen.

## Historik
Barbera och Hanna hade inlett sitt samarbete på MGM Cartoon Studio, där hade skapat Tom och Jerry. Fram till 1957, då MGM lade ner sin animationsstudio, hade de regisserat samtliga filmer i Tom och Jerry-serien. Nu gick de vidare och bildade sin egen studio, ursprungligen kallad H-B Enterprises, men 1959 omdöpt till Hanna-Barbera Productions.
Vid tidpunkten för studions bildande var produktionen av animerade kortfilmer för biovisning på väg att upphöra i USA, och den nya studion kom att i allt väsentligt fokusera på TV-marknaden. En enda filmsserie avsedd för biovisning producerades: Loopy De Loop, 1959-1965, distribuerad av Columbia Pictures.
Under 1960-talet expanderade Hanna-Barbera stort och kom att bli helt dominerande på marknaden för animerade TV-serier i USA, med produktionstopp på mitten av 1970-talet.
Under 1967 blev Hanna-Barbera Productions ett dotterbolag under Taft Broadcasting.
Under 1980-talet tappade studion kraftigt i inflytande och 1990 meddelade Taft Broadcasting att de skulle sälja Hanna-Barbera Productions. Ett år senare köptes bolaget upp av Turner Broadcasting. Fem år senare gick Turner samman med Time Warner.
Vid slutet av 1990-talet hade Hanna-Barberas nyproduktion i princip upphört. Den enda delen av företaget som fortfarande producerade serier var Cartoon Network Studios, som hade skapats 1994 för att producera TV-serier till kabelkanalen Cartoon Network (startad 1992) som också visade de klassiska Hanna-Barbera serierna. Trots detta lanserades de nya serierna som Hanna-Barbera produktioner. 1998 lades Hanna-Barbera-studion ned och all verksamhet flyttades över till Warner Bros. Animations, en del av Time Warner. William Hanna och Joseph Barbera arbetade delvis kvar som "rådgivare" till alla nyproduktioner.
I och med detta började Hanna-Barbera namnet upphöra på de serier som skapats i samarbete med Cartoon Network Studios.
2001, efter William Hannas död, upphörde Hanna-Barbera Productions som bolag. Den sista officiella Hanna-Barbera-produktionen blev Scooby-Doo and the Cyber Chase. Hanna-Barbera uppgick i Warner Bros Animation, samtidigt som Cartoon Network Studios ombildades till ett eget bolag. Joseph Barbera fortsatte att arbeta kvar hos Warner Bros. Animations och fungerade som exekutiv producent i alla nya gamla Hanna-Barbera-produktioner fram till sin död 2006.

## Produktion

### Urval av kända figurer
- Tom & Jerry
- Scooby-Doo

#### Egna figurer
- Familjen Flinta
- Scooby-Doo
- Huckleberry Hund
- Yogi Björn
- Jetsons
- Top Cat
- Hong Kong Phooey
- Stoppa duvan!
- Jonny Quest
- Wally Gator
- Foofur
- Atommyran
- Johnny Bravo

#### Licensproducerade figurer
- Tom & Jerry (skapade av William Hanna och Joseph Barbera för MGM Cartoon Studio)
- Smurfarna
- Lucky Luke
- Karl-Alfred
- Pac-Man
- Familjen Addams
- Stålmannen
- Snorklarna
- Batman
- Fantastic Four

### TV-serier
Se Lista över Hanna-Barbera Productions tecknade TV-serier för en fullständig lista.

### Kortfilmsserier
- Loopy De Loop

### Långfilmer
- Hallå där - Yogi e' här! (Hey There, It's Yogi Bear, 1964)
- Vår man Fred Flinta (The Man Called Flintstone, 1966)
- Fantastiska Wilbur (Charlotte's Web, 1973)
- Sagan om Heidi (Heidi's Song, 1982)
- GoBots: Battle of the Rock Lords (okänd svensk titel, 1986)
- Familjen Jetsons (Jetsons: The Movie, 1990)
- Det var en gång en skog (Once Upon a Forest, 1993)

#### Hemvideofilmer
- Scooby-Doo på Zombieön (Scooby-Doo on Zombie Island, 1998)
- Scooby-Doo och häxans spöke (Scooby-Doo and the Witch's Ghost, 1999)
- Scooby-Doo och inkräktarna från rymden (Scooby-Doo and the Alien Invaders, 2000)
- Scooby-Doo och cyberjakten (Scooby-Doo and the Cyber Chase, 2001)